# Водные объекты Салавата
Водные объекты Салавата — водоёмы естественного и искусственного происхождения, находящиеся на территории города Салавата.

## Реки
В западной части пригорода Салавата с юга на север параллельно текут 4 реки на расстоянии 100—200 метров друг от друга. Самая большая из рек — Белая (Агидель).
- Белая — наиболее крупная река, текущая в окрестностях Салавата. Река течет на север. На берегу реки в черте стоит поселок Желанный. Через реку имеется пешеходный вантовый мост. Левый берез реки укреплен. Весной река широко разливается, затапливая прибрежную зону. В черте города на реке постоянно работает рефулерный земснаряд, углубляя русло реки и добывая песок и гравий для городских строек.

В 70-х годах река частично поменяла свое русло в северо-восточной черте города, образовав большой остров.
В 1100 метрах от моста через реку в сторону гор в 50-е годы был прорыт «Канал Шмульсона» (по фамилии одного из строителей), позволяющий сократить путь сплавляемого по реке лесу.

## Озёра

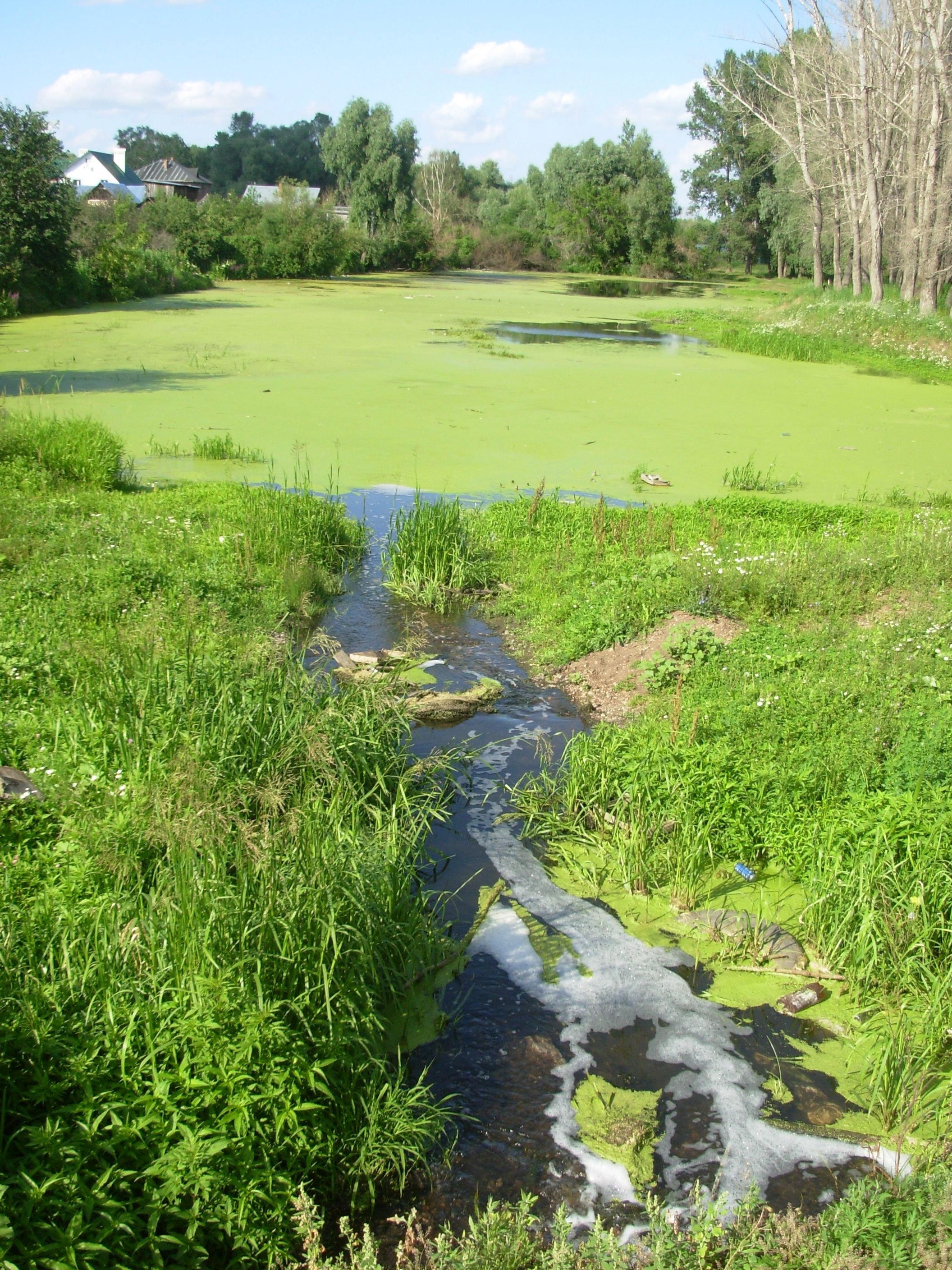
Озеро Ялпой в Мусино

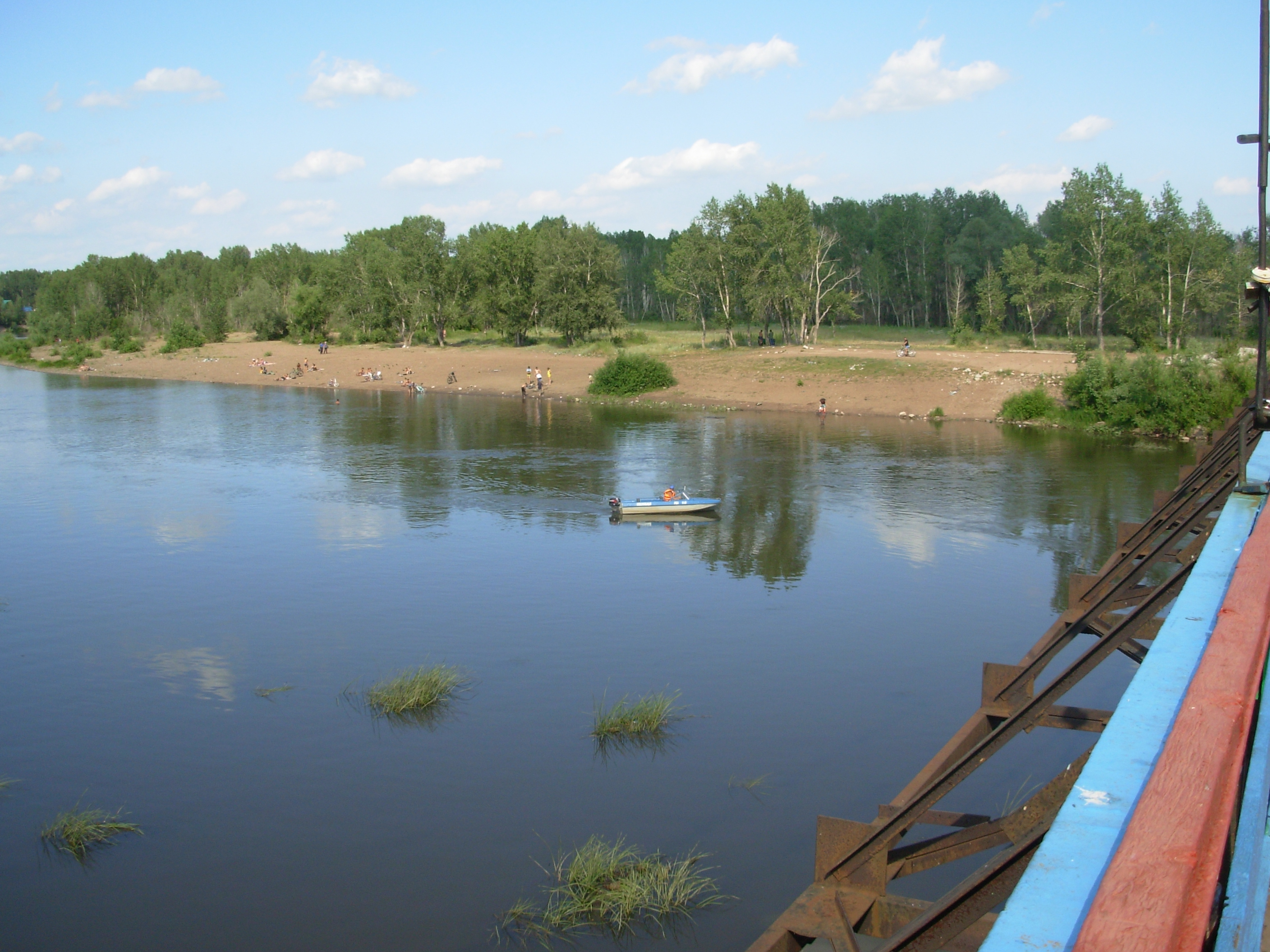
Пляж на Белой

Многочисленные естественные озера со снеговым и родниковым питанием, расположены со всех сторон города. Озера, расположенные ранее в черте города, полностью осушены. Слово «Куль» в переводе с башкирского означает — озеро.
Наиболее крупные озёра:
- озеро Хорейкино[2] — расположено рядом с 111 кварталом. Озеро имеет высокие крутые берега и подпитывается родниками[3].
- озеро Ялпой — расположено рядом с Мусино[4]. В озеро впадают городские стоки[уточнить] и весенние талые воды. Простираясь до реки Белой, сильно заболачивается и вытекает в виде безымянного ручейка в районе садов, где когда-то был Малый ДОК. Раньше, когда не было ещё Иштугановского водохранилища, Белая в своём разливе весной хорошо прочищала озеро. Восточный берег полностью утопал в зелёном массиве, среди которого было очень много сосны.
- система озёр Барча-Куль — озера в южных окрестностях Салавата. Берега озёр заросли деревьями и кустарниками.
- озеро Кажак — озеро на севере Салавата, расположено между огородами.
- озеро Сяска-Куль — расположено между озером Барча-Куль и Салаватом[5].
- озеро Сантимир — расположено между озером Барча-Куль и Салаватом
- озеро Хырбаткан — расположено между озером Барча-Куль и Салаватом
- озеро Сарлак — расположено между озером Барча-Куль и Салаватом
- озеро Караман-Куль — расположено между озером Барча-Куль и Салаватом
- озеро Болгаткан — расположено между озером Барча-Куль и Салаватом
- озеро Каменное — расположено между озером Барча-Куль и Салаватом
- озеро Курбалыкуль — расположено в северо-восточной части Салавата. Вдоль него раньше находилась деревня Кызыл Аул. На берегу имеется кладбище.

## Подземные водоемы
Подземные озера расположены в южных окрестностях Салавата.
Салават снабжается питьевой водой из артезианских скважин, расположенных в районе Зиргана.

## Искусственные водоемы
- Водоём в центральном парке культуры и отдыха Салавата. Водоем вырыт в 60-х годах.
- Водохранилище ТЭЦ — искусственный водоем для технологического оборота воды ТЭЦ.
- Песчаные карьеры — расположены на правом берегу Белой. Вода в карьерах теплее, чем в реке, поэтому там часто купаются.
- Очистные сооружения ООО «ПромВодоКанал»[6] — расположены в северной части города. Эти водоемы обеспечивают очистку воды и замкнутый цикл водоснабжения предприятия.

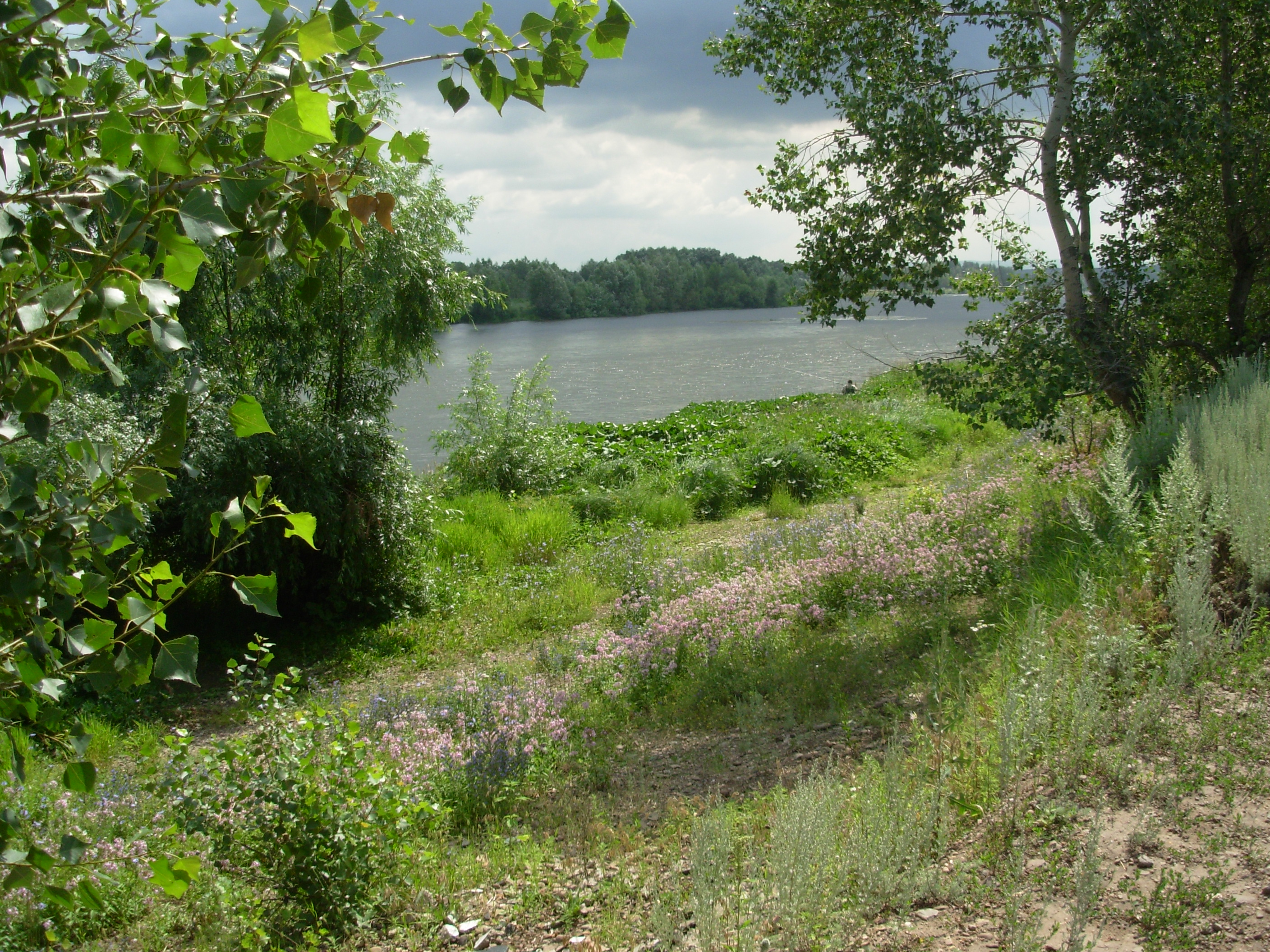
Белая в районе микрорайона Желанного
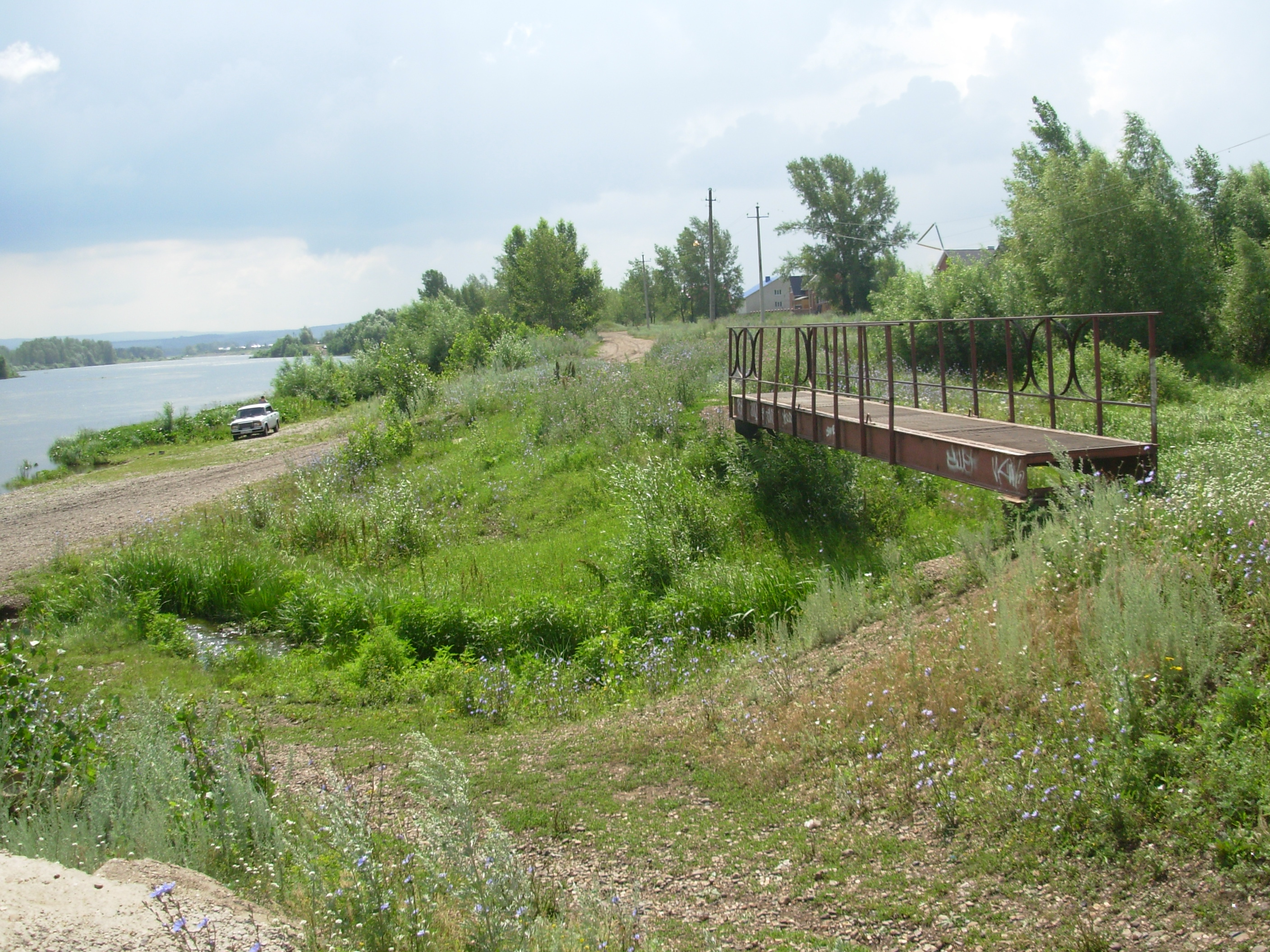
Мост через ручей у микрорайона Желанного
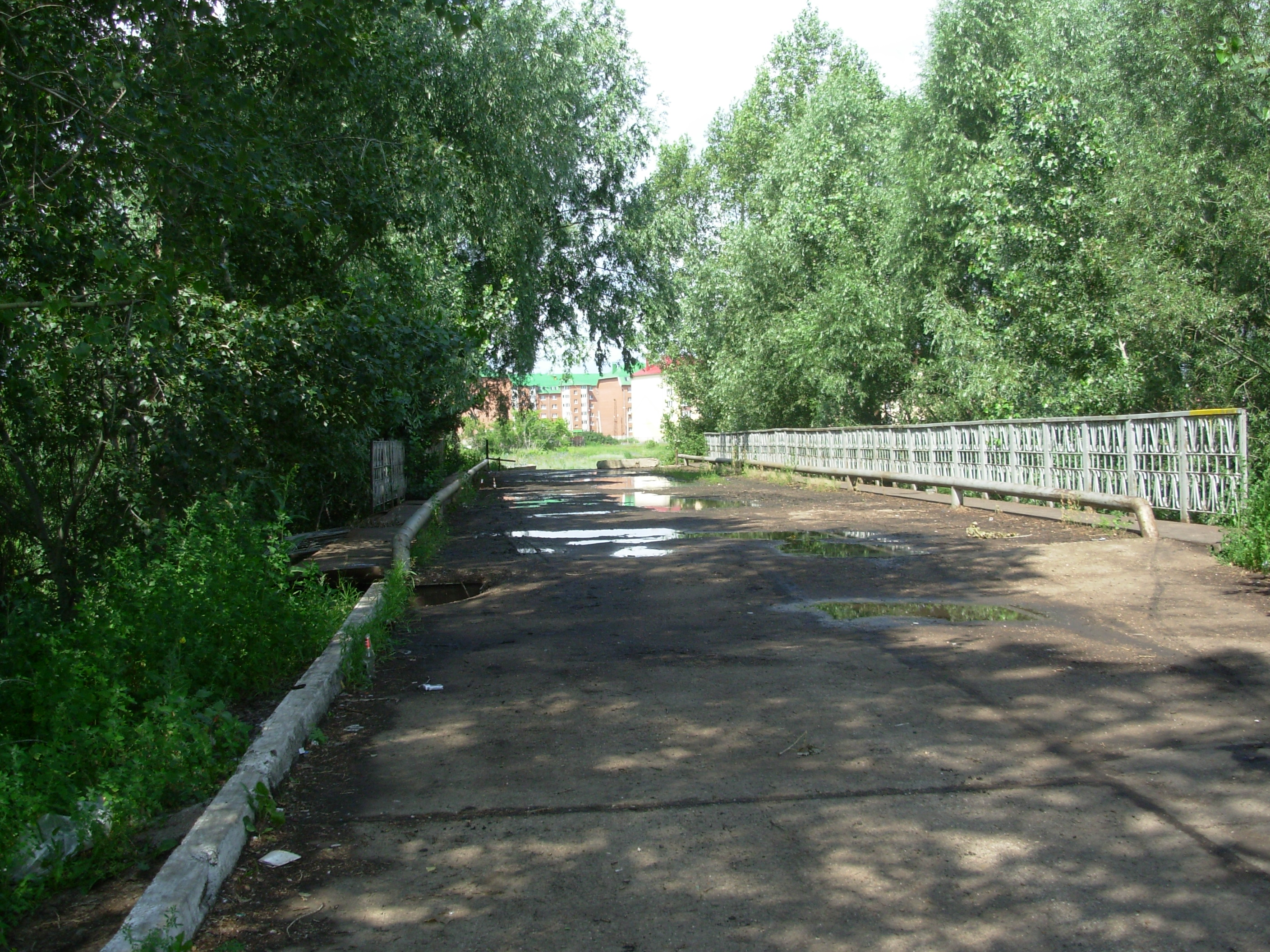
Мост в микрорайоне Желанном
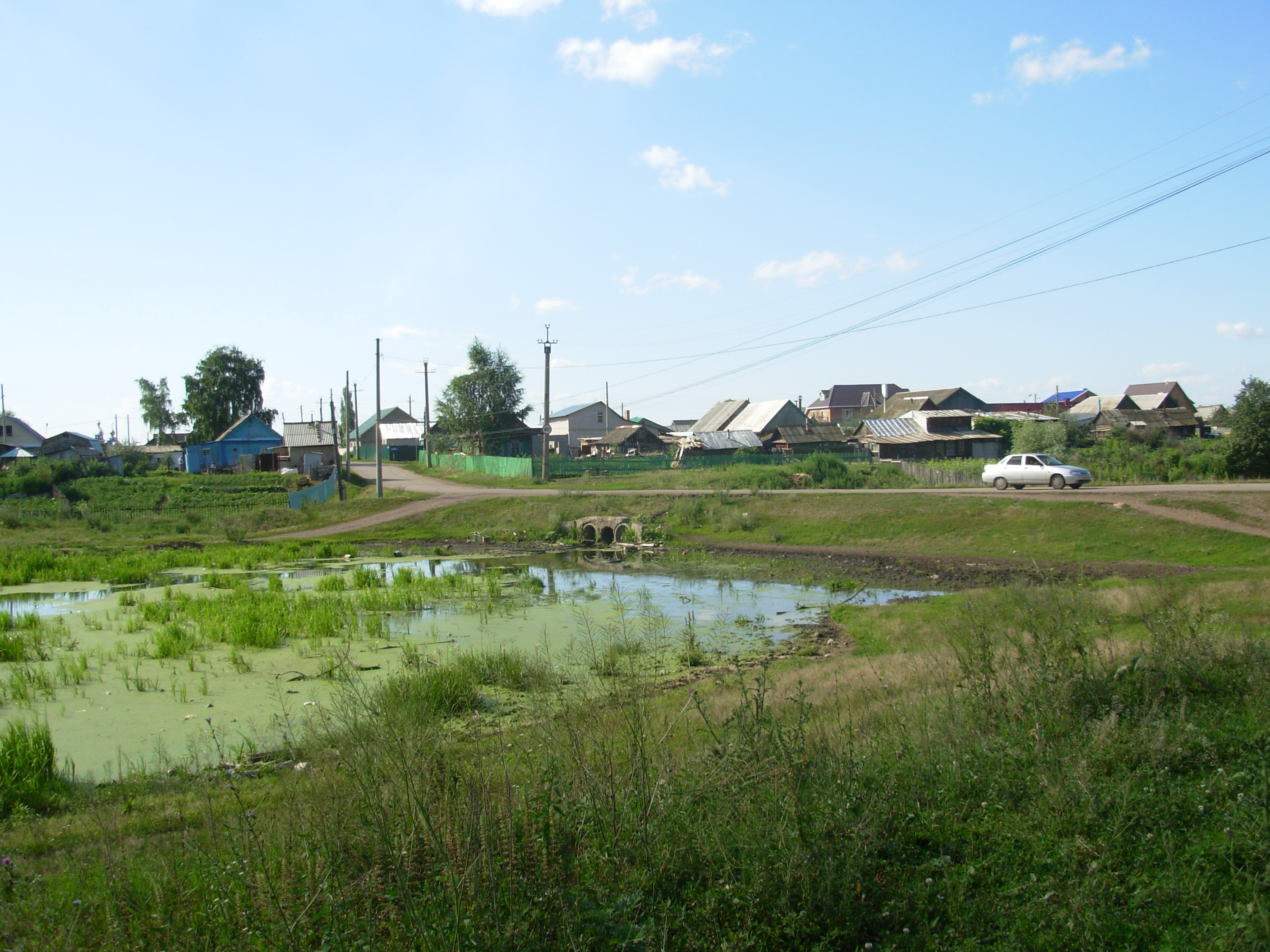
Мост в микрорайоне Мусино
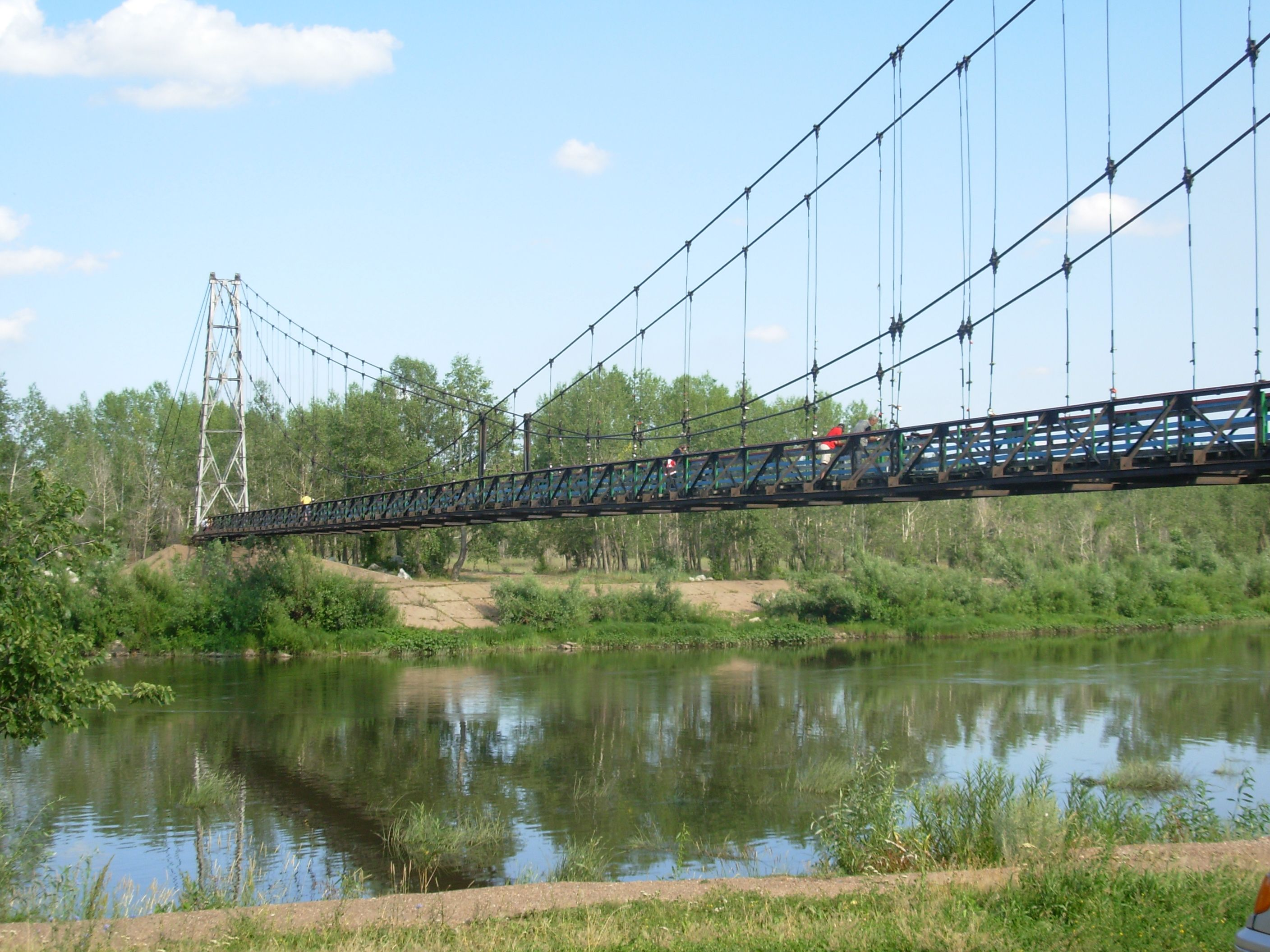
Мост на пляже

## Интересные сведения
Самый большой мост в черте города Салавата — вантовый пешеходный мост через реку Белую в районе городского пляжа. Мост построен в 1968 году СМУ-2 треста ВНЗМ (управляющий — Петросов Юрий Вартанович).